# Richey Edwards
Richey James Edwards (Blackwood, 22 dicembre 1967 – Cardiff, 1º febbraio 1995, presunto morto) è stato un chitarrista gallese, membro dei Manic Street Preachers. Ha contribuito ai primi tre album del gruppo, per poi scomparire nel 1995. È stato dichiarato "presunto morto" nel 2008, e l'anno successivo la band ha pubblicato l'album Journal for Plague Lovers, con testi scritti da Edwards.

## Biografia
Richey James Edwards è nato a Blackwood, nel distretto di Caerphilly nel Galles meridionale. Ha studiato alla Oakdale Comprehensive School assieme agli altri futuri membri della band. Ha studiato scienze politiche all'Università di Swansea. È entrato nei Manic Street Preachers come quarto componente, contribuendo soprattutto alla stesura dei testi. Nel 1991, durante un'intervista con Steve Lamacq della rivista NME, si è inciso le parole "4 REAL" sul braccio con un rasoio. È stato visto per l'ultima volta all'Embassy Hotel di Londra, e la sua macchina è stata trovata vicino al Severn Bridge. Nel 2008 è stato dichiarato presunto morto.

## Omaggi
I Patron Saint of Bridge Burners, nell'album Sorry, gli dedicano la canzone When I Grow Up I Wanna Be Richey Edwards.